# Gerard van Hulst

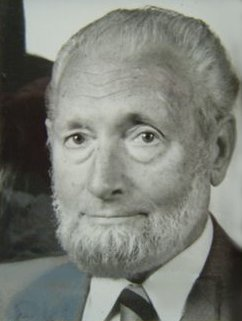
Gerard van Hulst

Gerard Johan Anthonie van Hulst (Amsterdam, 17 september 1909 – Breda, 13 mei 1990) was een Nederlandse componist, dirigent, schrijver, dichter en schilder.
Van Hulst studeerde orgel bij Johan Fredrik Rootlieb, piano en koordirectie bij Fred. J. Roeske en compositie bij Daniël Ruyneman. Na het behalen van zijn muziekdiploma's vestigde hij zich als dirigent te Amsterdam. Van Hulst was veelzijdig: hij schreef een 25-tal boeken, waaronder Inleiding tot de Kunstgeschiedenis dat op middelbare scholen werd gebruikt en minstens 9 drukken beleefde.
Als dirigent leidde hij meer dan 1000 muziekuitvoeringen onder andere in het Amsterdamse Concertgebouw en hij componeerde veel muziekstukken, zoals een compositie voor beiaard die doorlopend was te horen op het Nederlandse paviljoen van de World Expo in Brussel in 1958; het was een opdracht van de Laura Spelman Rockefeller Foundation. 
Hij was ook oprichter en eigenaar van het museum van Oosterwolde waar het publiek zijn collecties antiek, iconen, oude stijl meubels en archeologie kon bewonderen. Hij gaf er vaak lezingen en organiseerde er concerten. Voor zijn verdiensten in de kunstwereld werd hij in 1977 benoemd tot ridder in de Orde van Oranje-Nassau.
In 1984 vertrok hij naar België waar hij tot zijn dood in 1990 in een villa in Loenhout woonde. Gerard van Hulst is de biologische vader van actrice Ine Veen en een broer van de hoogleraar pedagogiek en politicus Johan van Hulst.

## Werken
- Beknopte geschiedenis van het kerkelijk lied. Zutphen: Thieme, 1931
- Eenvoudige muziekleer. Tevens bevattende een beknopt overzicht van de muziekgeschiedenis. Amsterdam: H.J. Paris, 1948
- M.I.B.I.N. : muziekinstrumentenbouw in Nederland, met M.L. Opdam. Baarn: Luctor, 1952
- Zingen, slaan en spelen. Liedjes en zangspelletjes met blokfluiten en slaginstrumenten voor het muziekonderwijs op de lagere school. Amsterdam: H.J. Paris, 1954
  - (Eerste deeltje)
  - Tweede deeltje. Bevat: 1. Grauwe, grauwe ezel 2. Rommelpotterij 3. De haan 4. De boer die had een knol 5. Meisje ga je mee 6. Sneeuwliedje 7. Gelukkig is het land 8. Rhythmische oefening 9. Van do tot la en weer terug 10. De lege bladzij 11. Speelliedje 12. In de zomer 13. Rhythmische oefening 14. Zeemansliedje 15. Vogels vliegen 16. Een moeilijke oefening 17. De do-ladder 18. Een paard 19. Wilhelmus 20. Wilt heden nu treden
- Inleiding tot de kunstgeschiedenis. Groningen: Wolters, 195?

- Biografisch Portaal: 66969610
- International Standard Name Identifier: 0000 0003 9757 626X
- Library of Congress Control Number: n96069137
- Nederlandse Thesaurus van Auteursnamen: 069551103
- RKD-Nederlands Instituut voor Kunstgeschiedenis: 95939
- Système universitaire de documentation: 249413264
- Virtual International Authority File: 200149105996968490067